# Relacja pełna
Relacja pełna (relacja całkowita, relacja totalna) – relacja obejmująca wszystkie elementy zbioru, na którym jest rozpatrywana. Relacja binarna na zbiorze {\displaystyle X} jest relacją pełną, jeśli każde dwa (niekoniecznie różne) elementy zbioru {\displaystyle X} są w tej relacji.

## Definicja
Niech {\displaystyle A_{1},\dots ,A_{n}} będą dowolnymi zbiorami oraz {\displaystyle A=A_{1}\times \ldots \times A_{n}.} Relację n-argumentową {\displaystyle \varrho \subseteq A} nazywa się pełną, jeżeli {\displaystyle \varrho =A.}
Oznacza to, że dla każdych {\displaystyle n} elementów {\displaystyle (a_{1},a_{2},\dots ,a_{n})\in A} zachodzi {\displaystyle \varrho (a_{1},a_{2},\dots ,a_{n}),} czyli są one ze sobą w relacji {\displaystyle \varrho .}

## Własności
- Relacja pełna jest całkowicie wyznaczona przez określenie jej projekcji na wszystkie współrzędne. W szczególności istnieje tylko jedna dwuczłonowa relacja pełna na zbiorze {\displaystyle X} – jest to {\displaystyle X\times X.}
- Dwuczłonowa relacja całkowita jest zwrotna, symetryczna, spójna, przechodnia. Jest to relacja równoważności o jednej klasie abstrakcji.
- Jeśli zbiór {\displaystyle X} jest niepusty, to binarna relacja całkowita na {\displaystyle X} nie jest przeciwzwrotna, antysymetryczna, przeciwsymetryczna.